# 针枪

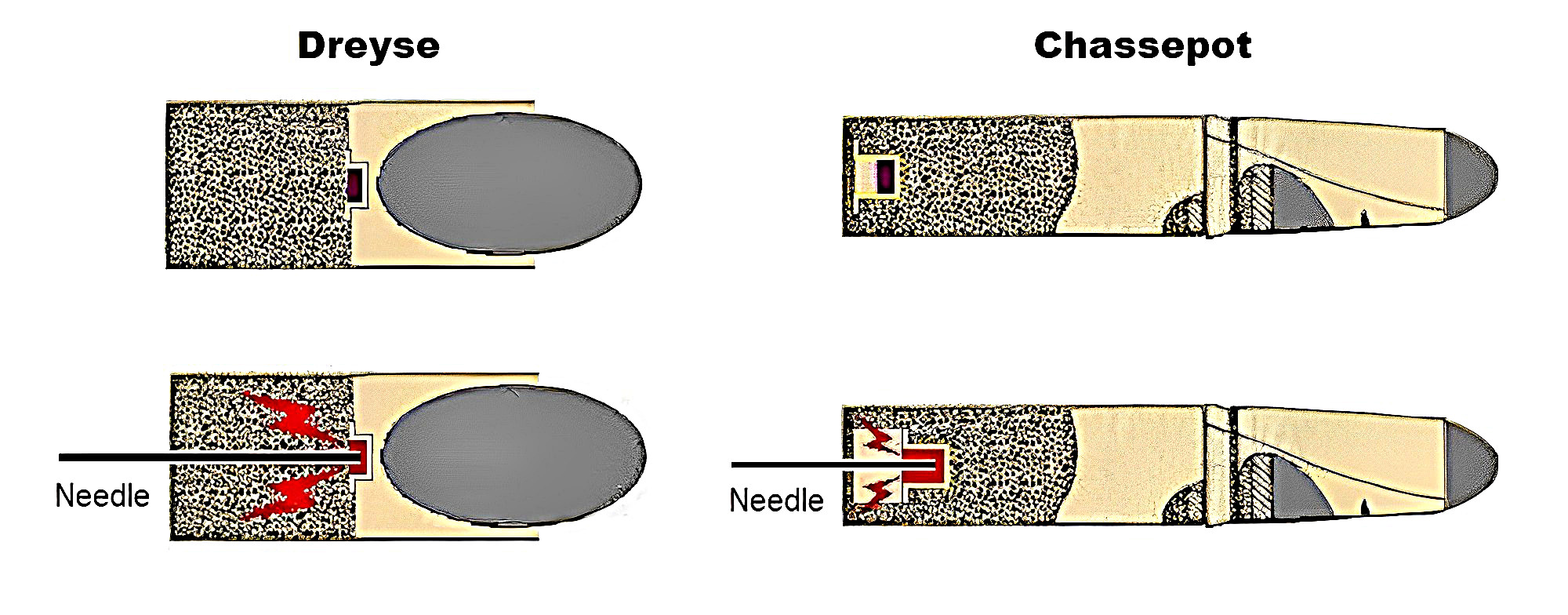
德赖斯和沙塞波特的对比

针枪（英語：needle rifle）是一种具有针状撞针的枪支，该撞针可以穿过纸弹壳在子弹底座上击打冲击帽。

## 类别

### 德赖斯针枪
第一支大规模生产的针枪是由德国枪匠约翰·尼古拉斯·冯·德赖斯发明的，他从1824年开始进行了多次实验，并于1836年使用完整的弹药筒生产了第一支可行的后膛装载枪模型。
早期的德赖斯针枪是光滑的。后来普鲁士军队采用的德雷塞枪是使用独立可燃弹药筒的步枪，弹药筒装有长方形铅球，铅球装在纸制“弹壳”中。从1848年起，这种新武器逐渐被引入普鲁士服役。德赖斯步枪在1866年普奥战争期间被广泛使用，当时它在克尼格雷茨战役中发挥了决定性作用。

### 沙塞波特针枪
沙塞波特以其发明者安托萬·阿方斯·沙瑟波（1833-1905年）的名字命名，他从1857年开始制造了各种实验形式的后膛装弹机，并于1866年成为法国的制式武器。次年它制造了第一个1867年11月3日出现在门塔纳的战场上，给朱塞佩·加里波第的部队造成了严重损失。毫不掩饰的事实是，沙塞波特步枪高速发射的重型圆柱形铅弹造成的伤害甚至比早期的米内步枪还要严重。
在普法战争（1870-71年）中，它被证明大大优于德国德赖斯针枪，其射程为2比1。沙塞波特使用了一个纸筒，许多人称之为“可燃”，而实际上情况恰恰相反。它装有一个11毫米（0.43英寸）的圆头圆柱圆锥形铅弹，上面贴有蜡纸。一个倒置的标准打击帽位于纸盒的后部并隐藏在里面。按下扳机后，它由沙塞波特的针（一个尖锐的撞针）发射。